# مارتین برود
مارتین برود (به لاتین: Martin Brod) یک منطقهٔ مسکونی در بوسنی و هرزگوین است که در Bihać Municipality واقع شده‌است. مارتین برود ۱۸۷ نفر جمعیت دارد و ۳۳۰ متر بالاتر از سطح دریا واقع شده‌است.